# 巨人機

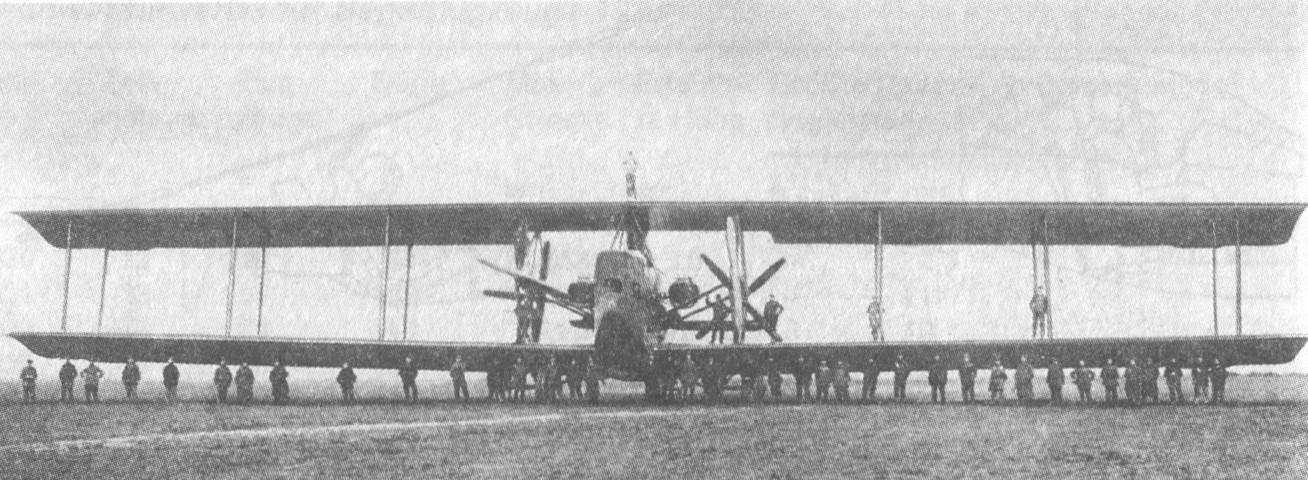
西門子·舒克特 R.VIII巨人機，攝於1918年。

巨人機（德語：Riesenflugzeug，複數時寫作：Riesenflugzeuge），英語有时簡称為R型飛機，是指德意志帝國在一次大战中使用的重型轟炸機，這種飛機至少使用三具飞机发动机，巨人機通常使用四具或更多的发动机，有时候巨人機使用的發動機可能為不同生產商、型號或不同功率。这些多引擎飞机在當時能够連續飞行數個小时，比德國如戈塔G.V轟炸機等小型的大飛機（Grossflugzeug）擁有更大的攜彈量。最早期的巨人機依舊使用G的型號，直到被重新命名為止。G型和R型的主要區別在於，R型的發動機必須在飛行時能夠同時進行維修。结果，巨人機的设计樣式演變成兩種－一種是將發動機安裝在机身中央，使用变速箱和传动轴將動力移動到安裝在機翼間的螺旋桨，另一種是將發動機則安裝在機翼的大型發動機艙或飛機機頭，而工程師會駐紮在那裏。從中央的發動機將動力傳輸到遠端（通常是機翼上）的螺旋槳上在實際試驗後被證明是不可行的，因此巨人機大多數的發動機部局採用的是第二種類型，如發動機直接驅動螺旋槳的齊柏林-斯塔肯R-VI轟炸機。
德意志帝國空中力量管理局（簡稱Idflieg，負責德國空軍的軍備和管理事務），分配給巨人機'R'的機種編號，並在後面加上出產年份以及該機型的罗马数字 。而水上飞机則被标以"Rs"的機種編號。
巨人機是一戰中最大型的飛機。而協約國方配備過最大的飛機分別為俄軍的伊利亞·穆羅梅茨轟炸機，翼展為29.8公尺（97英尺9英吋）、義大利卡普罗尼 Ca.4轟炸機轟炸機翼展为29.9公尺（98英尺1英吋）、費利克斯托 愤怒型轟炸機翼展為37.5公尺（123英尺）和亨利佩奇 V/1500型轟炸機，翼展為38.41公尺（126英尺）。在一戰中用於轟炸倫敦的巨人機，比起二戰時納粹德國所使用的任何一型轟炸機還要大，其中最大的巨人機為西元1918年出產的西门子-舒克特 R.VIII轟炸機，翼展为48.0米（157英尺6英寸），並在此後的十六年間成為世界上翼展最大的飛機，直至全金属製的苏联图波列夫ANT-20 马克西姆尔基八引擎的单翼机出現才被打破，而該機具有一个前所未有的63.0米（206英尺8英寸） 翼展。

## 巨人機列表
| 型號                    | 發動機                                                                 | 翼展                      | 首飛(西元年) | 服役狀況                     | 備註                                              | 製造數量(架) |
| ----------------------- | ---------------------------------------------------------------------- | ------------------------- | ------------ | ---------------------------- | ------------------------------------------------- | ------------ |
| AEG R.I                 | 4具奔馳 D.IV引擎，每具260匹馬力                                        | 36米（118英尺1英寸）      | 1916         | 無                           | 在首飛時失事墜毀。                                | 1            |
| DFW R.I                 | 4具奔馳 D.IV引擎，每具220匹馬力                                        | 29.5米（96英尺9英寸）     | 1916         | 東線                         | 作戰中損失兩架。                                  | 1            |
| DFW R.II                | 4具奔馳 D.IVa引擎，每具260匹馬力                                       | 30.06米（98英尺7英寸）    | 1918         | 因不適合作戰而轉為訓練用機。 | 2-6架被下訂                                       | ?            |
| DFW R.III               | 8具奔馳 D.IV引擎，每具260匹馬力                                        | 53.5米（175英尺6英寸）    | 無           | 無                           | 未於一戰結束前完成，廢棄。                        | 0            |
| Junkers R.I             | 4具奔馳 D.IVa引擎，每具260匹馬力                                       | 35.0米（114英尺10英寸）   | 無           | 無                           |                                                   | 0            |
| 林克-霍夫曼 R.I         | 4具奔馳 D.IVa引擎，每具260匹馬力                                       | 33.2米（108英尺11英寸）   | 1917         | 無                           | 首架樣品機具有 32.02米（105英尺1英寸） 長的翼展。 | 4            |
| 林克-霍夫曼 R.II        | 4具奔馳 D.IVa引擎                                                      | 42.16米（138英尺4英寸）   | 1919         | 無                           | 使用有史以來最大的螺旋槳，直徑約6.9米             | 2            |
| 波爾/弗斯曼巨人機       | 10具unk引擎                                                            | 50.3米（165英尺0英寸）    | 無           | 無                           | 未完成，計畫被取消。                              | 0            |
| 舒特-蘭茲 R.I           | 6具巴斯與塞爾夫BuS.IVa引擎，每具300匹馬力                              | 44.0米（144英尺4英寸）    | 無           | 無                           | 僅存在於設計研究                                  | 0            |
| 西門子-舒克特 弗斯曼R   | 2具奔馳 D.III引擎，每具110匹馬力 以及2具奔馳 D.IVa引擎，每具220匹馬力  | 24.0米（78英尺9英寸）     | 1915         | 訓練機                       |                                                   | 1            |
| 西門子-舒克特 R.I       | 3具奔馳 Bz.III引擎，每具150匹馬力                                      | 28.0米（91英尺10英寸）    | 1915         | 東線和訓練機                 | [ 1 ]                                             | 1            |
| 西門子-舒克特 R.II      | 3具奔馳 D.IVa引擎，每具260匹馬力                                       | 38.0米（124英尺8英寸）    | 1915         | 訓練機                       | 加長翼展                                          | 1            |
| 西門子-舒克特 R.III     | 3具奔馳 Bz.IV引擎，每具220匹馬力                                       | 34.33米（112英尺8英寸）   | 1915         | 訓練機                       | [ 1 ]                                             | 1            |
| 西門子-舒克特 R.IV      | 3具奔馳 Bz.IV引擎，每具220匹馬力                                       | 37.6米（123英尺4英寸）    | 1916         | 訓練機                       | 加長翼展                                          | 1            |
| 西門子-舒克特 R.V       | 3具奔馳 Bz.IV引擎，每具220匹馬力                                       | 34.33米（112英尺8英寸）   | 1916         | 東線                         | 加長翼展                                          | 1            |
| 西門子-舒克特 R.VI      | 3具奔馳 Bz.IV引擎，每具220匹馬力                                       | 33.36米（109英尺5英寸）   | 1916         | 東線                         | 加長翼展                                          | 1            |
| 西門子-舒克特 R.VII     | 3具奔馳 D.IVa引擎，每具260匹馬力                                       | 38.44米（126英尺1英寸）   | 1917         | 東線                         | [ 1 ]                                             | 1            |
| 西門子-舒克特 R.VIII    | 6具巴斯與塞爾夫 BuS.IVa引擎，每具300匹馬力                             | 48.0米（157英尺6英寸）    | 無           | 無                           |                                                   | 0            |
| 西門子-舒克特 R.IX      | 8具巴斯與塞爾夫BuS.IVa引擎，每具300匹馬力                              | 無                        | 無           | 無                           | 僅存在於設計實驗                                  | 0            |
| 齊柏林-林島 Rs.I        | 3具梅巴赫 Mb.IV引擎，每具240匹馬力                                     | 43.5米（142英尺9英寸）    | 無           | 無                           | 於西元1915年失事                                  | 1            |
| 齊柏林-林島 Rs.II       | 3具梅巴赫 Mb.IV引擎，每具240匹馬力                                     | 33.2米（108英尺11英寸）   | 1916         | 無                           |                                                   | 1            |
| 齊柏林-林島 Rs.III      | 3具梅巴赫 Mb.IVa引擎，每具245匹馬力                                    | 37.0米（121英尺5英寸）    | 1917         | 評估機                       |                                                   | 1            |
| 齊柏林-林島 Rs.IV       | 4具梅巴赫 Mb.IVa引擎，每具245匹馬力                                    | 37米（121英尺5英寸）      | 1918         | 無                           |                                                   | 0            |
| 齊柏林-斯塔肯 VGO.I     | 3具梅巴赫 HS引擎，每具240匹馬力，或5具梅巴赫 Mb.IVa引擎，每具245匹馬力 | 42.2米（138英尺5英寸）    | 1915         | 使用於德意志帝國海軍         | [ note 4 ]                                        | ?            |
| 齊柏林-斯塔肯 VGO.II    | 3具梅巴赫 HS引擎，每具240匹                                            | 42.2米（138英尺5英寸）    | 1916         | 東線和訓練機                 | [ 1 ]                                             | ?            |
| 齊柏林-斯塔肯 VGO.III   | 6具奔馳 D.III引擎                                                      | 42.2米（138英尺5英寸）    | 1916         | 東線                         | [ 1 ]                                             | ?            |
| 齊柏林-斯塔肯 R.IV      | 2具奔馳 D.III引擎，每具160匹馬力，以及4具奔馳 Bz.IV引擎，每具220匹馬力 | 42.2米（138英尺5英寸）    | 1917?        | 東線及西線                   | 僅1架完成                                         | 1            |
| 齊柏林-斯塔肯 R.V       | 5具梅巴赫 Mb.IVa引擎，每具245匹馬力                                    | 42.2米（138英尺5英寸）    | 1917?        | 西線                         | 僅1架完成                                         | 1            |
| 齊柏林-斯塔肯R-VI轟炸機 | 4具奔馳 D.IVa引擎，每具260匹馬力                                       | 42.2米（138英尺5英寸）    | 1917?        | 西線                         | 共18架完成                                        | 18           |
| 齊柏林-斯塔肯 R.VII     | 2具160匹馬力 奔馳 D.III引擎，以及4具奔馳 Bz.IV                         | 42.2米（138英尺5英寸）    | 1917         | 無                           | 交貨時失事                                        | 1            |
| 齊柏林-斯塔肯 R.VIII    | 8具260匹馬力奔馳 D.IVa引擎，或8具245匹梅巴赫 Mb.IVa引擎                | 55米（180英尺5英寸）      | 1918         | 無                           | 未完成                                            | 0            |
| 齊柏林-斯塔肯 R.IX      | 8具260匹馬力 奔馳 D.IVa引擎，或8具245匹馬力梅巴赫 Mb.IVa引擎           | 55米（180英尺5英寸）      | 1918         | 無                           | 未完成                                            | 0            |
| 齊柏林-斯塔肯 R.XIV     | 5具245匹馬力梅巴赫 Mb.IVa引擎                                          | 42.2米（138英尺5英寸）    | 1918         | 西線                         |                                                   | 3            |
| 齊柏林-斯塔肯 R.XIVa    | 5具245匹馬力梅巴赫 Mb.IVa                                              | 42.2公尺(138英尺5.5英吋)  | ?            | 一戰後                       | 走私時查獲                                        | 1            |
| 齊柏林-斯塔肯 R.XV      | 5具245匹馬力 梅巴赫 Mb.IVa                                             | 42.2公尺 (138英尺5.5英吋) | 1918         | 西線                         |                                                   | ?            |
| 齊柏林-斯塔肯 R.XVI     | 2具530匹奔馳 Bz.VI引擎以及2具220匹馬力 奔馳 Bz.IV                      | 42.2米（138英尺5英寸）    | 1918         | 民航機                       | 兩架完成，一架未完成                              | 2            |
| 齊柏林-斯塔肯 L         | 4具245匹馬力梅巴赫 Mb.IVa                                              | 42.2米（138英尺5英寸）    | ?            | 無                           | 漂浮飛機型，在驗收時失事                          | 1            |
| 齊柏林-斯塔肯 8301型    | 4具245匹馬力 梅巴赫 Mb.IVa                                             | 42.2米（138英尺5英寸）    | ?            | 民航機                       | 三架提供給德意志帝國海軍                          | 3            |

### 引文
1. 1 2 3 4 5 6 7 8 9 10 11  Haddow, 1962, p.67
2. ↑  G. Sollinger, "The Forssman Tri-plane, The Largest Aeroplane Of World War I" The Forssmann-Triplane （页面存档备份，存于）
3. 1 2  Haddow, G.W.; Grosz, Peter M. (1962). The German Giants, The Story of the R-planes 1914–1919. London: Putman.
4. 1 2  Gunston, Bill, 1991. Giants of the Sky: The Largest Aeroplanes of All Time. Sparkford, UK: Patrick Stephens Limited.

## 外部連結
- (PDF). Flight. September 18, 1919, XI (38): 1258  [January 12, 2011]. No. 560. （原始内容存档于2019-02-01）. Brief contemporary technical description of the Dornier Rs.III or Rs.IV, with rough diagrams.
- "The Four-engine Giant" （页面存档备份，存于） Notes on German Bombers in 1918 issue of Flight
- "The Linke-Hofmann Giant Machines" （页面存档备份，存于）, p.2 （页面存档备份，存于）, p.3 （页面存档备份，存于） & p.4 （页面存档备份，存于） in 1919 issue of Flight
- "The German D.F.W. Commercial Four-Engined Biplane" （页面存档备份，存于）, p.2 （页面存档备份，存于）, p.3 （页面存档备份，存于）, p.4 （页面存档备份，存于） & p.5 （页面存档备份，存于） in 1919 issue of Flight
- Flyingmachines.ru's photo page of many WW I German R-class bombers